# Kurate
Kurate (jap. 鞍手町 Kurate-machi) – miasto w Japonii, na wyspie Kiusiu, w prefekturze Fukuoka. Według danych na rok 2020 miejscowość zamieszkiwało 15 080 mieszkańców , a gęstość zaludnienia wyniosła 500,8 os./km².